# 克劳斯·策林格
克劳斯·策林格（德語：Klaus Zähringer，1939年10月17日—），德国男子射击运动员。他曾代表德国联队、西德参加1960年、1964年和1968年夏季奥林匹克运动会射击比赛，其中1960年奥运会获得一枚铜牌。